# Jack Wetherall
Wetherall Jack (nascut el 5 d'agost de 1950) és un actor canadenc, principalment conegut pel paper que fa com a Vic Grassi a la sèrie de televisió Queer as Folk. La seua aparició en Stratford Festival amb el personatge d′Enric V, Saturninus en Titus Andrònic, Konstantin en The Seagull, Orlando en As You Like It, Malcolm en Macbeth, Octavius en Juli Cèsar, Ned en Ned and Jack, Demetrius en El somni d'una nit d'estiu i Ferdinand en La tempesta. També actua amb un petit paper en la producció de Broadway The Elephant Man.